# Cofradías de teatro en Madrid
Cofradías de teatro en Madrid son las agrupaciones de cómicos, actores y autores del mundo del teatro desarrolladas en Madrid entre los siglos xvi y xvii y hasta el xix. Mezcla o simbiosis de sociedad religiosa con fines filantrópicos o caritativos organizada por los hospitales de la Villa renacentista y luego gremio de autores y representantes, las cofradías teatrales más importantes fueron la Cofradía de la Pasión y la Cofradía de la Soledad. A partir de 1631 se sintetizaron en la Cofradía de comediantes de la Virgen de la Novena, a la que pertenecieron los autores, empresarios, actores y actrices más notables del Siglo de Oro Español.

## Origen y desarrollo
Siguiendo el modelo medieval europeo de congregaciones sujetas a estatutos y dependientes de monarcas o autoridades eclesiásticas, las cofradías de teatro en Madrid pueden considerarse, de alguna manera, continuación de antiguas corporaciones profesionales como los «Confrères de la Passión» (París, 1402), los Disciplinados de Jesucristo de Umbría o, también en Italia, los Disciplinados de Santo Domingo de Perusa.
En 1565, Felipe II, instalada ya la corte española en Madrid, 
decreta la autorización para establecer con carácter permanente en la capital de España de unas cofradías que dispusiesen de edificios para la representación de comedias, dando origen a los corrales madrileños.
Las dos cofradías que desde el primer momento capitalizaron la explotación de los primeros corrales, fueron la de la Pasión o Santa Pasión, constituida en 1565, y la Cofradía de la Soledad, establecida el 21 de mayo de 1567.
La cofradía de la Pasión contrató y explotó tres corrales, dos de ellos en la calle del Príncipe (el Corral de Burguillos y el Corral de la Pacheca) y otro en la calle del Sol.
A su vez la Cofradía de la Soledad gestionó otros tres corrales: el corral de la Cruz y otros dos de los que no se conoce su exacto emplazamiento
Al inicio del siglo xvii la explotación de los corrales dejó de ser privilegio de las Cofradías, y los dos más importantes, el Corral del Príncipe y el Corral de la Cruz, fueron adquiridos por el Ayuntamiento de la Villa.

### La Cofradía de comediantes de la Virgen de la Novena

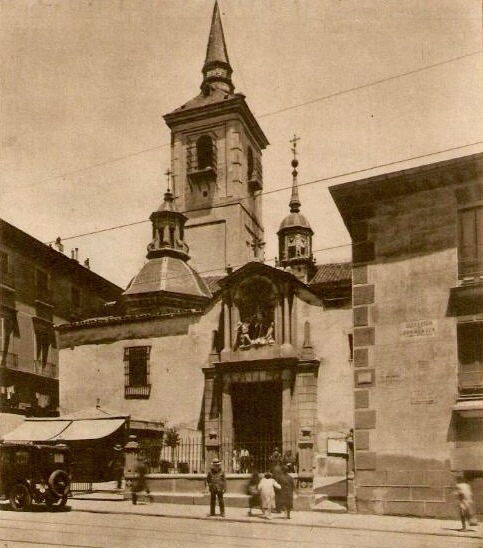
La iglesia de San Sebastián en una foto anterior a 1936, año en que fue totalmente destruida por la aviación franquista en el inicio de la Guerra Civil. En ella se fundó la Cofradía de comediantes de la Virgen de la Novena el 2 de abril de 1631.

A partir del reinado de Felipe IV, el gremio de autores y compañías teatrales, entró en una etapa casi "profesional". Así, el 2 de abril de 1631 se fundó la Cofradía de comediantes de la Virgen de la Novena, como cofradía de autores y representantes, bajo el patronazgo de Nuestra Señora de la Novena. En sus estatutos se especificaba que sólo podían pertenecer a ella los actores y sus familiares más directos, como esposas o hijos sin emancipar, pero no otros parentescos cercanos, incluidos los padres.
El crítico del siglo xix Enrique Funes, en su tratado La declamación española publicado en Sevilla en 1894, describe como fundadores de esta singular congregación gremial, a «Tomás Fernández de Cabredo, que fué gracioso y ahora galanea, Manuel Álvarez Vallejo; Avendaño, el mozo, que luce sus habilidades en los ditirambos de Quiñones de Benavente; Andrés de la Vega y Lorenzo Hurtado de la Cámara, que no por ser flacucho y nudoso deja de ser consorte de la briosa doña Francisca, Bazán de apellido». Así lo recogen a su vez Narciso Díaz de Escovar y  Francisco de Paula Lasso de la Vega en su Historia del Teatro Español.
Una de las principales tareas acometidas por la cofradía fue la mejora de las salas estables. A ello unida la habilidad de dramaturgos como Lope de Vega (que redujo la duración de sus obras a tres únicos actos) y el notable aumento de calidad en la producción, los corrales de comedias madrileños vivieron sus mejores días. En sus 'carteleras' firmaban como dramaturgos Pedro Calderón de la Barca, Antonio Hurtado de Mendoza, Agustín Moreto, Juan Pérez de Montalbán, Francisco de Quevedo, Francisco de Rojas Zorrilla, Juan Ruiz de Alarcón, Tirso de Molina, Lope de Vega, Luis Vélez de Guevara, por citar solo algunos de los más importantes.

### Cofradías endogámicas
Algunos autores llaman la atención sobre la tendencia endogámica del gremio de autores y representantes, que se deduce de lectura de las "Constituciones de la Cofradía de la Novena", al favorecen la entrada en la corporación de los hijos de actores, como se explica en este texto: 

Ordenamos que el que se asentare por cofrade pueda asentar y asiente por cofrades a
su mujer y a todos los hijos y hijas que tuviere, con que los tales hijos o hijas no
sean casados, que entonces, si fueren hijas y representaren sus maridos, y si fueren
hijos y representaren sus mujeres, con ellos o con ellas se han de asentar; y si el
marido ni la mujer fuere del gremio de la representación, aunque los padres lo sean,
no han de ser asentados por cofrades, conforme a la constitución primera deste
título. Pero si los tales hijos o hijas hubieren representado, permitimos que,
pidiéndolo, conforme a la constitución segunda o tercera, puedan ser recibidos; pero,
aunque no lo sean, siendo o habiendo sido sus padres cofrades, gocen en vida o en
muerte de la caridad de la Cofradía...
Confirmación de la Cofradía de Nuestra
Señora de la Novena. Año 1634

Privilegios que se refuerzan en el espíritu de este otro párrafo de dichas "Constituciones":

...Y porque en esta Corte hay algunas mujeres y hombres que, aunque no están con autor ninguno, acuden a representar en fiestas y Otavas que se ofrecen, así en esta villa como en los lugares de su contorno, y así son tenidos por
representantes de la legua, ordenamos que las tales mujeres o hombres puedan ser y sean admitidos a esta Cofradía, con que en su entrada se guarde lo dispuesto por la Constitución segunda deste título, y en cuanto a la contribución y limosna ordinaria, lo que en el título siguiente se dirá...